# Neustrelitz
Neustrelitz (phát âm tiếng Đức: [nɔʏˈʃtʁeːlɪts]) là một thị xã ở Mecklenburg-Vorpommern, Đức. Đây là huyện lỵ của huyện Mecklenburgische Seenplatte (trước thuộc huyện Mecklenburg-Strelitz). Strelitz có diện tích 138,15 km2, dân số thời điểm 30 tháng 6 năm 2006 là 22.275 người.